# Ben R. Mottelson
Ben Roy Mottelson, född 9 juli 1926 i Chicago, Illinois, död 13 maj 2022 i Köpenhamn, var en amerikansk-dansk fysiker och nobelpristagare.

## Biografi
Mottelson utexaminerades från Lyons Township High School i LaGrange, Illinois. Han tog en kandidatexamen från Purdue University 1947, och en doktorsexamen i kärnfysik från Harvard University 1950. Han flyttade till Institutet för Teoretisk Fysik (senare Niels Bohr-institutet ) i Köpenhamn på ett stipendium från Harvard, och förblev sedan i Danmark och blev professor vid nybildade Nordita 1957. År 1971 han blev naturaliserad dansk medborgare.
Tillsammans med Aage Bohr och James Rainwater tilldelades Mottelson Nobelpriset i fysik 1975 för upptäckten av sambandet mellan kollektiva rörelser och partikelrörelser i atomkärnor, samt den därpå baserade utvecklingen av teorin för atomkärnans struktur.
Mottelson var medlem i sponsorstyrelsen för Bulletin of the Atomic Scientists. Han var vidare utländsk medlem av Bangladesh vetenskapsakademi och Det Norske Videnskaps-Akademi. År 1969 mottog han Atoms for Peace Award. Mottelson var hedersledamot av Finska Vetenskaps-Societeten sedan 1988.